# Pablo Barrientos
Pour les articles homonymes, voir Barrientos.
Pablo César Barrientos est un footballeur argentin (né à Comodoro Rivadavia, dans la province de Chubut, le 17 janvier 1985), évoluant au poste de milieu de terrain.

## Biographie
Pablo César Barrientos fait ses premiers pas de footballeur au CAI, club de sa ville, l'un des seuls clubs professionnels en Patagonie. Il joue dans les équipes de jeunes. Il est repéré et acheté avant le début de la saison 2003-04 par San Lorenzo, l'un des clubs de Buenos Aires. Il débute en Primera Division dès le Torneo Apertura 2003, à 18 ans.  Il joue son premier match le 30 septembre 2003 contre Estudiantes de La Plata (victoire 1-0), en remplaçant Alberto Acosta. Il jouera durant cette première partie de saison 6 matchs, sans buts, et le club terminera second, à 3 points du CA Boca Juniors.
Il jouera beaucoup moins en Torneo Clausura 2004, seulement 1 match, et le club qui ne reproduit pas la performance de l'Apertura en se classant 9e. Il ne devient véritablement titulaire que lors du Torneo Apertura 2004 où Barrientos, avec ses 3 buts en 19 matchs, se met particulièrement en valeur, tout comme son coéquipier Ezequiel Lavezzi. Le club termine à la 5e place. Il va être sélectionné pour la première fois en équipe d'Argentine des -20 ans avec lequel il jouera 15 matchs pour 6 buts avec des futurs grands comme Lionel Messi et Gonzalo Higuaín. Il confirme sur une bonne Clausura 2005 avec 2 buts en 12 matchs mais le ne finit qu'à une triste 16e place. Le Torneo Apertura 2005 sera plus réussi pour le club, 9e, ainsi que pour Barrientos plus utilisé (18 matchs, 1 but). Lors de la Clausura 2006, il joue 10 matchs pour 1 but, le club termine 8e. Barrientos confirme être un joueur de grand avenir pour le football argentin.
À l'été 2006, il quitte l'Argentine après 66 matchs et 6 buts sous le maillot rouge et bleu. Il part destination la Russie, le FK Moscou, pour un peu plus de 3 millions de dollars. Il y retrouve son compatriote et futur coéquipier au Catania Maxi Lopez. Barrientos marque 2 buts en 10 matchs lors de sa première moitié de saison et le club termine à la 6e place, la première non-qualificative pour l'Europe. Il reste au club pour la saison 2007, en qualité de titulaire, marque 4 buts en 22 matchs. Le club termine à une bonne 4e place, qualificative pour le deuxième tour préliminaire de la Coupe de l'UEFA. L'équipe parvient de surcroît en finale de la Coupe de Russie, battue après le temps supplémentaire par le Lokomotiv Moscou (0-1). Il joue 3 matchs lors de la saison 2008 avant de retourner en prêt, à l'été 2008, à San Lorenzo. Son pays lui manque.
Il s'insère à nouveau parfaitement au style de son équipe, redevenant le joueur tactiquement indispensable qu'il était. Il participe activement avec ses 8 buts en 18 matchs à amener l'équipe à la 1e place du championnat. mais perd le titre lors du dernier triangulaire au profit du CA Boca Juniors. Poussé par ces performances inattendues, il est sélectionné par Alfio Basile, le sélectionneur argentin, pour jouer le match amical contre l'Écosse en novembre 2008 mais il ne foule pas la pelouse. Il commence le Torneo Clausura, toujours avec San Lorenzo, mais se blesse gravement début février : rupture des ligaments croisés antérieures, six mois d'arrêt. Saison terminée. 
Malgré sa blessure, il est acheté au FK Moscou le 28 mai 2009 par Catania en prévision de la saison 2009-10. Il y signe un contrat de 4 ans pour 4 millions d'euros. Mais malheureusement pour lui et pour le club italien, il rechute et se refait opérer en juillet, le mettant sur la touche pour 6 mois encore. À partir de février, il recommence un peu à jouer avec les jeunes. Mais il mettra beaucoup de temps à retrouver forme et condition. Il ne fera sa première apparition sous le maillot rouge et bleu qu'à la pénultième journée de championnat, contre Bologna, en entrant en jeu à une demi-heure de la fin, alors que le club a déjà assuré son maintien.
Le 30 décembre 2010, il est prêté six mois au club argentin de l'Estudiantes.

## Clubs
- 2003-2006 : San Lorenzo
- 2006-2009 : FK Moscou 
  - 2008-2009 : San Lorenzo  (prêt)
- 2009-2014 : Catania 
  - jan. 2011-2011 : Estudiantes  (prêt)
- 2014-2016 : San Lorenzo
- depuis 2016 : Deportivo Toluca FC

## Palmarès
- 1 finale de Coupe de Russie : 2007 FK Moscou